# 마이클 라이트 (배우)
마이클 라이트(Michael Wright, 1956년 4월 30일 ~ )는 미국의 배우, 성우이다.
뉴욕에서 태어났다.

## 출연 작품
- 굿 부르타 배드 부르타 (2013년)
- 더 데빌 고즈 다운 (2013년)
- 엔드오브왓치:NYPD (2013년)
- 더 기프트 (2010년)
- 인터프리터 (2005년) - 마커스 역
- 다운타운: 어 스트리트 테일 (2004년)
- Piñero (2001)
- 격노 (1999년)
- 포인트 블랭크 (1998년)
- 머니 토크 (1997년)
- 슈거 힐 (1993년)
- 더 파이브 하트비트 (1991년)
- 프린서펄 (1987년)
- 스트리머 (1983년)
- 드림 하우스 (1981년)
- 배회자 (1979년)

### 텔레비전
- 브이 - 5부작 미니시리즈 (1983년) - 엘리어스 테일러 역
- 브이 - TV 시리즈 (1984년)
- 브이 - 최후의 전투 (1984년) - 엘리어스 테일러 역
- 오즈 (1997년)